# Go Oiwa
Go Oiwa, född 23 juni 1972 i Shizuoka prefektur, Japan, är en japansk tidigare fotbollsspelare.